# Памятник Яну Матейко (Краков)
Па́мятник Я́ну Мате́йко (пол. Pomnik Jana Matejki) — памятник польскому живописцу Яну Матейко (1838-1893), автору батальных и исторических полотен в первую очередь патриотического содержания; вся жизнь художника была связана с Краковом. Памятник находится в Краковском Старом городе на западной стороне Барбакана со стороны улицы Баштовой напротив Краковской академии искусств.

## История
До 1997 года на этом месте находился некрополь и памятник 19 советским солдатам, погибшим во время освобождения Кракова. Останки советских военных и памятник были перенесены на Военное кладбище на улице Прандоты.  
Автором памятника является профессор Краковской академии искусства Ян Тутай. Решение об установке на этом месте памятника Яну Матейко было принято городским советом в 2008 году, однако из-за проблемы с финансированием проекта установка откладывалась в течение последующих пяти лет. Памятник был открыт 12 ноября 2013 года в торжественной обстановке президентом Кракова Яцеком Майхровским во время празднования 175-летия со дня рождения и 120-летия со дня смерти Яна Матейко. 

## Галерея

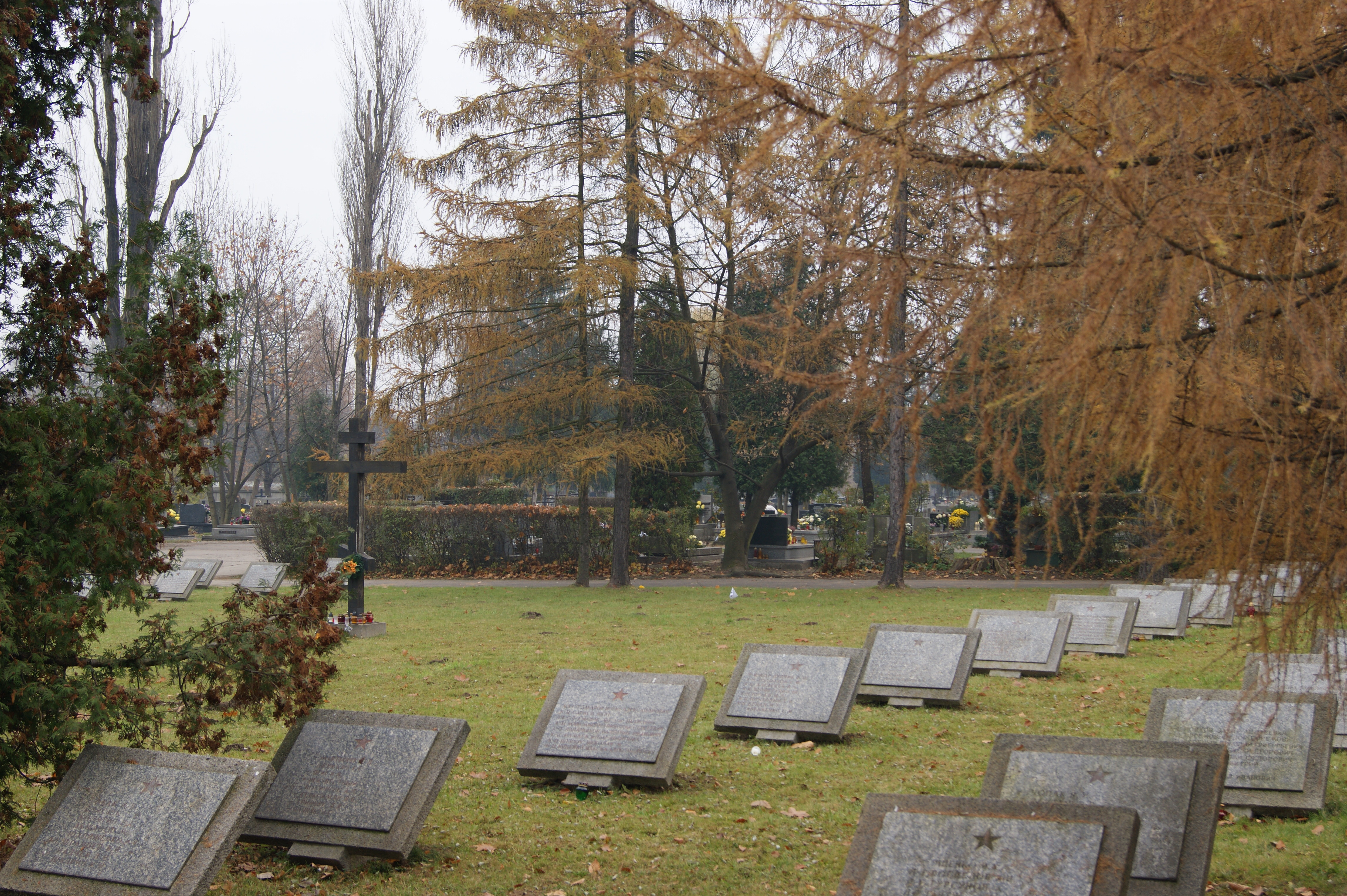
Советский участок на Военном кладбище на улице Прандоты, где были перезахоронены останки советских военнослужащих
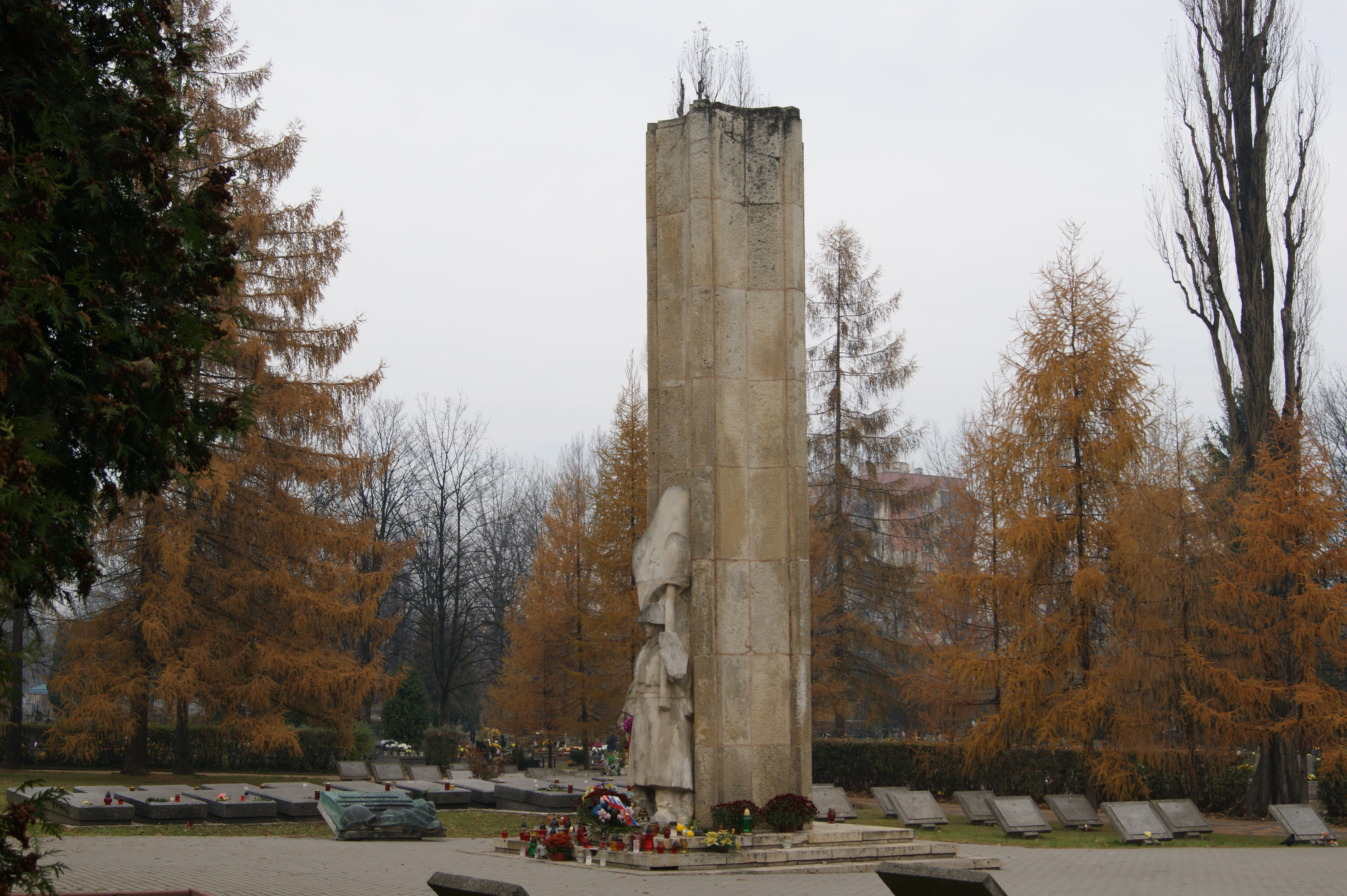
Памятник советским военнослужащим, перенесённый на Военное кладбище на улице Прандоты